# Palazzo Cricchi
Palazzo Rosati, è un palazzo storico dell'Aquila.

## Storia
La costruzione del palazzo risale al XVII secolo ed è precedente quindi al terremoto dell'Aquila del 1703. L'edificio, tuttavia, venne edificato su una preesistenza rinascimentale suddivisa in due distinti corpi di fabbrica posti a quote differenti; le due strutture vennero unificate in seguito ed il palazzo rinnovato esternamente con i caratteri dell'architettura neorinascimentale, mentre internamente mantiene un impianto seicentesco.
Danneggiato dal sisma del 2009, l'edificio è stato poi restaurato tra il 2013 ed il 2016. I lavori hanno avuto un costo stimato di circa 6 milioni di euro.

## Descrizione
Il palazzo è situato nell'isolato stretto tra corso Vittorio Emanuele ad est, via Leosini a nord, piazza Santa Maria Paganica ad ovest e via Altonati a sud. La facciata principale è quella volta sul corso, il principale asse cittadino, mentre minore importanza riveste la facciata volta sul lato opposto verso la chiesa capoquarto di Santa Maria Paganica, che era monopolizzata dalle residenze delle famiglie dei Carli — storicamente insediati nell'adiacente palazzo Carli Benedetti — dei Cappa e dei Franchi.
Particolare importanza è riservata ad un'edicola posta sulla parete nord del palazzo, all'angolo tra corso Vittorio Emanuele e via Leosini, all'interno della quale è presente un affresco seicentesco; il dipinto, d'anonima origine e raffigurante San Cristoforo con Gesù bambino sorreggente un globo terrestre, si inserisce all'interno della tradizione che vede il santo come patrono dei viandanti.
L'interno, adibito a residenza, presenta ulteriori volte affrescate ed apparati decorativi settecenteschi.